# Крын
Крын (болг. Крън) — город в Болгарии. Находится в Старозагорской области, входит в общину Казанлык. Население составляет 3075 человек (2022).

## Политическая ситуация
В местном кметстве Крын, в состав которого входит Крын, должность кмета (старосты) исполняет Теменужка Димитрова Люцканова (Граждане за европейское развитие Болгарии (ГЕРБ)) по результатам выборов правления кметства.
Кмет (мэр) общины Казанлык — Стефан Христов Дамянов (инициативный комитет) по результатам выборов в правление общины.